# Attack Retrieve Capture
Attack Retrieve Capture ( ARC ) fue un juego de computadora multijugador gratuito en 2D creado por John Vechey y Brian Fiete, quienes luego cofundarían PopCap Games, como un proyecto universitario y luego fue distribuido por Hoopy Entertainment en 1995. El juego consistía principalmente en capturar la bandera (CTF), pero existían otros modos de juego. En el modo CTF de dos equipos, cada equipo intentaba capturar la(s) bandera(s) del otro. Los jugadores piloteaban pequeñas naves equipadas con cuatro tipos de armas: láseres, misiles, láseres rebotadores y granadas.

## Jugabilidad
Hay de dos a cuatro equipos (verde, rojo, azul y amarillo). Cada jugador pilota una nave del color de su equipo. Los barcos se mueven alrededor de un plano. Hay obstáculos que las naves no pueden atravesar (paredes, zonas sin suelo, etc.). Las naves están armadas con un láser y un arma especial. Cuando se dispara el láser, su potencia se agota. La potencia del láser regresa a un ritmo constante.
En el modo Capturar la bandera, un equipo gana al llevar la bandera del otro equipo o de los otros equipos a su propio poste de bandera correspondiente al color de la bandera. Un equipo puede tener varias banderas. También hay banderas neutrales, que son blancas. Un jugador que lleva una bandera se mueve más lentamente de lo normal; además, no puede usar un teletransportador ni moverse «contra» una cinta transportadora.
Si un jugador deja caer una bandera de su equipo (que no sea blanca), un jugador de ese equipo u otro equipo oponente puede recoger la bandera después de unos segundos. Si un jugador toca su propia bandera caída o la bandera se deja sola por un tiempo determinado, la bandera regresa a su puesto de origen inmediatamente. Las banderas neutrales no regresan solas.
En el modo de interruptor o modo de botón, el mapa tiene uno o más interruptores. Un jugador reclama un interruptor para su equipo al tocarlo. Un equipo gana al obtener el control de todos los interruptores.
En el modo Deathmatch no hay objetivos de equipo. Los jugadores sólo intentan matarse entre sí para conseguir una puntuación alta.

## Historia
Inicialmente, ARC estaba alojado en un servidor alquilado por Hoopy en Ulink.net, un proveedor de servicios de Internet en Sacramento, California. Los clientes lo ejecutaron a través de HFront (Hoopy Front End), un programa descargado para que el juego admita el modo multijugador. Los desarrolladores originales de ARC, John Vechey (jv) y Brian Fiete (bf), llevaron ARC a Total Entertainment Network (TEN) (ahora pogo.com) en 1998 para su lanzamiento 1.0. En 1999, TEN quebró y ARC pareció seguirle el paso. Pero en diciembre de 1999, World Opponent Network (WON) adquirió ARC y comenzó a realizar otra prueba beta. Durante este tiempo, WON intentó hacer de ARC una fuente de ingresos, agregando anuncios a la interfaz del juego. Sin embargo, la idea nunca se materializó y WON sufrió la misma suerte que TEN en 2001. El futuro de ARC volvió a ser incierto, pero Sierra Entertainment compró WON, que incluía ARC. Esto permitió que ARC siguiera funcionando bajo un funcionamiento muy similar al de WON. Se agregaron algunas actualizaciones a ARC, pero solo fueron correcciones de seguridad. En 2002, el desarrollo pasó a manos de un miembro de la comunidad con el alias Err0r. Err0r renunció el 21 de abril de 2005 y entregó el rol de administrador principal a Goose y Sonique, quienes fueron administradores principales hasta que Sierra finalmente despidió a ARC.
En los últimos años, una comunidad dedicada ha realizado esfuerzos para revivir el juego reconstruyendo su motor. Estas versiones actualizadas del juego original se han lanzado bajo los nombres de «Spark» y, más recientemente, «Armor Critical».

### Terminación
El 16 de julio de 2007, Sierra Entertainment publicó un comunicado de prensa en su sitio web expresando intenciones de finalizar el soporte multijugador para varios títulos de Sierra Heritage (incluyendo a ARC) a partir del 16 de agosto de 2007.

## Recepción
Christ Centered Gamer le dio a ARC una calificación general de B.